# 17143 Andrewbrinton
A 17143 Andrewbrinton (ideiglenes jelöléssel (17143) 1999 JN97) a Naprendszer kisbolygóövében található aszteroida. A LINEAR projekt keretében fedezték fel 1999. május 12-én.